# Lukrecija Sabaitytė
Lukrecija Sabaitytė (* 8. April 2002 in Vilnius) ist eine litauische Leichtathletin, die sich auf den Sprint spezialisiert hat.
Nach dem Abitur am Jonas-Basanavičius-Gymnasium in Naujamiestis der litauischen Hauptstadt begann sie mit dem Bachelorstudium der Wirtschaft an der Fakultät für Wirtschaft und Business Administration  in Saulėtekis der Universität Vilnius.

## Sportliche Laufbahn
Erste internationale Erfahrungen sammelte Lukrecija Sabaitytė im Jahr 2018, als sie bei den U18-Europameisterschaften in Győr mit 25,24 s in der ersten Runde im 200-Meter-Lauf ausschied. 2021 kam sie bei den U20-Europameisterschaften in Tallinn mit 24,33 s nicht über den Vorlauf über 200 Meter hinaus und anschließend schied sie bei den U20-Weltmeisterschaften in Nairobi mit 24,28 s im Halbfinale aus. 2023 wurde sie bei der 2. Liga der Team-Europameisterschaft im Rahmen der Europaspiele in Chorzów in 23,71 s Vierte im B-Lauf über 200 Meter und gelangte mit der litauischen 4-mal-100-Meter-Staffel mit 44,06 s auf Rang drei. Anschließend schied sie bei den U23-Europameisterschaften in Espoo mit 24,40 s im Halbfinale über 200 Meter aus. Im Jahr darauf schied sie bei den Europameisterschaften in Rom mit 23,56 s in der ersten Runde aus.
2023 wurde Sabaitytė litauische Meisterin im 200-Meter-Lauf. Zudem wurde sie 2024 Hallenmeisterin über 60 und 200 Meter.

## Persönliche Bestzeiten
- 100 Meter: 11,63 s (+0,4 m/s), 22. Juni 2024 in Kuortane
  - 60 Meter (Halle): 7,42 s, 17. Februar 2024 in Panevėžys
- 200 Meter: 23,50 s (−0,2 m/s), 26. Mai 2024 in Kaunas
  - 200 Meter (Halle): 23,74 s, 3. Februar 2024 in Leverkusen